# Сајам пољопривреде и гастро туризма на Златибору
Сајам пољопривреде и гастро туризма на Златибору је први пут одржан на Златибору 2024. године под називом Сајам пољопривреде и руралног туризма под покровитељством Министарства пољопривреде, шумарства и водопривреде Републике Србије, Општине Чајетина и Златиборски Еко аграр. Замишљен је да буде користан широкој публици, пољопривредницима, саветодавцима, научницима из области пољопривреде као и свима заитересованима за дистрибуцију и куповину пољопривредних производа.

## О сајму
Први под називом Сајам пољопривреде и руралног туризма одржан је од 10. до 12. маја и одвијао се у три сегмента:
- Изложбено-продајни програм који се одвијао на Краљевом тргу на Златибору где су биле представљене пољопривредно-саветодавне службе из целе Србије као и произвођачи које они препоручују,
- Едукативни део који се одвијао у Иновационом бизнис центру Златибор и
- Изложба пољопривредне механизације која се одржала у непосредној близини Туристичко рекреативног комплекса на Златибору.

У оквиру културног садржаја током манифестације организован је наступ КУД-а, модна ревија ,,Вуна за све прилике,, (Бранка Александрић, ткаља са Златибора) и концерт Етно групе Искон.
Други под називом Сајам пољопривреде и гастро туризма у организацији Златиборског Еко Аграра одржан је 13. до 15. јуна и одвијао се у три сегмента:
- Изложбено-продајни програм на Краљевом тргу,
- Изложба савремене пољопривредне механизације у близини Туристичко-рекреативног комплекса и
- Едукативне радионице које ће се одржавати у Иновационом бизнис центру.

У оквиру културног садржаја током манифестације организован је концерт Царских гласова, групе из Грачанице уз подршку Зоране Павић, као и наступ гудачког квартета Розета и Културно уметничко друштво Хајдук Станко.